# Austerlitz (film din 1960)
Austerlitz (titlul original: în franceză Austerlitz) este un film istoric franco-italian, realizat în 1960 de regizorul Abel Gance, protagoniști fiind actorii Pierre Mondy, Jean Marais, Martine Carol și Elvira Popescu. 

## Rezumat
După bătălia de la Marengo din 1800 și tratatul de la Amiens semnat cu Anglia în 1802, Napoleon Bonaparte a simțit că trebuie să-și întărească puterea în fața suveranilor europeni, susținut în această idee de ministrul Talleyrand și familia sa. În 1804 a fost consacrat împărat la Paris de către Pius al VII-lea, dar imperiile Austriei și Rusiei, dorind să se opună ambițiilor nemărginite ale generalului corsican, au intrat în război cu Franța. În marea bătălie de la Austerlitz, Napoleon își va învinge dușmanii la aniversarea încoronării sale.

## Distribuție
- Pierre Mondy – Napoleon Bonaparte
- Jean Marais – Lazare Carnot
- Martine Carol – Joséphine de Beauharnais
- Elvira Popescu – Letizia Bonaparte
- Georges Marchal – Jean Lannes
- Vittorio De Sica – Papa Pius al VII-lea
- Michel Simon – Alboise (de Pontoise, Seine-et-Oise)
- Rossano Brazzi – Lucien Bonaparte
- Claudia Cardinale – Pauline Bonaparte
- Leslie Caron – Élisabeth Le Michaud d'Arçon de Vaudey
- Ettore Manni – Murat
- Jack Palance – generalul Franz von Weyrother
- Daniela Rocca – Caroline Bonaparte
- Orson Welles – Robert Fulton
- Nelly Kaplan – Madame Récamier
- Jean-Louis Trintignant – Ségur fils
- Lucien Raimbourg – Joseph Fouché
- Rowland Bartrop – Horatio Nelson
- Anna Moffo – La Grassini
- Janez Vrhovec – împăratul Francisc I al Austriei
- Guy Haurey – Friant
- Jean Mercure – Talleyrand
- Anna Maria Ferrero – Elisa Bonaparte
- Anthony Stuart – William Pitt
- Maurice Teynac – Schulmeister
- Henri Vidon – Fox
- Jacques Castelot – Cambacérès
- Guy Delorme – General Exelmans
- Louis Eymond – Lebrun
- Jean-Louis Horbette – Constant, valetul lui Napoléon
- Pierre Tabard – Général Andrault, comte de Langeron
- Claude Carliez – Margaron
- Polycarpe Pavloff – Kutuzov
- Jean-François Rémi – Duroc
- Jean-Marc Bory – Soult
- Georges Demas – Daumesnil
- André Randall – Whitworth
- André Certes – Berthier
- Antoine Baud – Bernadotte
- Jean Berger – Hédouville
- Raoul Billerey – Savary
- Jean-Louis Richard – Țarul Rusiei
- Pierre Marteville – Joseph Bonaparte
- Pierre Peloux – Daru
- Davout d'Auerstaedt – Louis Nicolas Davout
- Claude Conty – Dolgoroukov
- Henri-Jacques Huet
- André Oumansky
- Dominique Zardi
- Robert Lepagès
- Sophie Daria
- Hugues Wanner
- Fernand Fabre
- Jean Degrave
- José Squinquel

## Producție
Filmul a fost filmat parțial în Republica Socialistă Federală Iugoslavia la Zagreb (între 12 octombrie - 13 decembrie 1959). În cea mai mare sală a centrului expozițional (Machinograd) a fost amenajat un studio, iar scenele de luptă s-au efectuat cu concursul armatei iugoslave. Alte filmări au fost realizate la Roma (între 16 - 28 decembrie 1959), apoi la Paris (studiourile Joinville, 4 - 26 ianuarie 1960).